# Lago Räterichsbodensee
O Lago Räterichsbodensee é um lago artificial localizado junto à Passagem de Montanha Grimsel no cantão de Berna na Suíça.
A barragem do lago tem um volume de 25 milhões de m³ e uma área de 0,67 km².